# Ictiobus niger
Ictiobus niger är en fiskart som först beskrevs av Rafinesque, 1819.  Ictiobus niger ingår i släktet Ictiobus och familjen Catostomidae. Inga underarter finns listade i Catalogue of Life.